# Marco Rentsch
Marco Rentsch  (* 19. Januar 1997) ist ein Schweizer Unihockeyspieler, der beim Nationalliga-A-Verein Unihockey Tigers Langnau unter Vertrag steht.

## Karriere

### Verein
Rentsch wurde beim UHT Schüpbach und Unihockey Tigers Langnau ausgebildet und spielte bis 2015 in deren Nachwuchs, bis er im Frühjahr 2015 vom SV Wiler-Ersigen als Transfer angekündigt. Er spielte bis 2017 im Nachwuchs des Rekordmeisters, absolvierte jedoch auch regelmässig Partien für die erste Mannschaft. Im Frühjahr 2017 verkündete Wiler, dass der U19-Internationale auf die darauffolgende Saison fester Bestandteil der ersten Mannschaft sein wird. Auf die Saison 21/22 kehrte Rentsch wieder zu seinem Ausbildungsverein Unihockey Tigers Langnau zurück.

### Nationalmannschaft
2019 wurde Rentsch für die neu gegründete Schweizer U23-Unihockeynationalmannschaft nominiert.